# Equipo Butifarra
El Equipo Butifarra! fue un colectivo historietístico fundado en Barcelona en 1975, en torno a la revista homónima. Estaba compuesto por Artur, L'Avi, Pere Lluis Barbera, José Briz, Susana Campos, Francesc Capdevila, Montse Clavé, Ricard Doler, Luis García, Alfons López, Antonio Martín, José Luis Mompart, Albert Parareda, Francisco Pérez Navarro, Manuel Puyal, Pepe Robles, Juanjo Sarto, Ricard Soler, Iván Tubau, Carlos Vila y Mari Carmen Vila.

## Trayectoria
El equipo Butifarra lanzó su primera publicación en abril de 1975, acompañando una exposición de denuncia contra "Obra Sindical del Hogar". Se trataba del tebeo-catálogo "Tocata y Fuga de la Obra Sindical del Hogar", cuya tirada de 5000 ejemplares se vendió completamente. Su nombre hace referencia al corte de mangas y pretendía contribuir a la organización de las clases populares.
Tras publicar su propia revista desde junio, optaron a partir de 1977 por regularizar su distribución a través de quioscos, iniciando así su segunda época. Tras su cierre, editaron tres álbumes entre 1979 y 1980:
- 1979 El urbanismo feroz (Iniciativas Editoriales);
- 1979 La publicidad (Iniciativas Editoriales);
- 1980 La Familia (Bien, ¿y Usted?) (Ediciones de la Torre).

En abril de 1982 el Equipo Butifarra produjo la revista "Cul de Sac" a través de la editorial Saco Roto.
También editó un número especial con motivo de su 10º aniversario en 1985.
En 1986, se encargó de realizar "Más Madera!" para Editorial Bruguera.

## Fondo documental
El Archivo Histórico de la Ciudad de Barcelona (AHCB) acoge el fondo documental procedente de las actividades del colectivo Butifarra! Se trata de un conjunto de dibujos originales y carteles impresos procedentes de las actividades del colectivo, creado en 1975 y activo básicamente en torno a la revista homónima. 
Los dibujos originales, clasificados por los mismos miembros del grupo antes de hacer la donación al AHCB, se agrupan en: originales de la primera época de la revista Butifarra! (junio 1975-mayo 1977); originales de la segunda época (noviembre 1977-enero 1979); encargos de entidades, entendidos como números únicos y para campañas específicas (entre los cuales el que se considera el “número cero” de la revista: Tocata y Fuga de la Obra Sindical del Hogar, de abril de 1975); álbumes monográficos en torno a un tema, que aparecieron después de la revista; originales no publicados; originales para la revista Más madera!, encargo de tipo comercial hecho por la Editorial Bruguera, que fue el último trabajo del equipo como tal, el año 1986; y 38 carteles impresos.